# Ursula Donath
Ursula Donath, född 30 juli 1931 i Saldus i Kurland, är en före detta tysk friidrottare.
Donath blev olympisk bronsmedaljör på 800 meter vid sommarspelen 1960 i Rom.